# Championnats d'Afrique de lutte 2024
Navigation
2023 2025
Les championnats d'Afrique de lutte 2024 se déroulent du 14 au 19 mars 2024 à Alexandrie, en Égypte.

## Calendrier
Le calendrier de la compétition est le suivant  : 
| Épreuve↓/Date (mai 2023) → | Jeu 14 | Ven 15 | Sam 16 | Dim 17 | Lun 18 | Mar 19 |
| -------------------------- | ------ | ------ | ------ | ------ | ------ | ------ |
| Cadets                     |        |        |        |        |        |        |
| Lutte féminine             | x      | x      |        |        |        |        |
| Lutte gréco-romaine        | x      |        |        |        |        |        |
| Lutte libre                |        | x      |        |        |        |        |
| Juniors                    |        |        |        |        |        |        |
| Lutte féminine             |        |        | x      | x      |        |        |
| Lutte gréco-romaine        | x      |        |        |        |        |        |
| Lutte libre                |        | x      |        |        |        |        |
| Seniors                    |        |        |        |        |        |        |
| Lutte féminine             |        |        |        |        | x      | x      |
| Lutte gréco-romaine        | x      |        |        |        |        |        |
| Lutte libre                |        | x      |        |        |        |        |

## Podiums seniors

### Hommes

#### Lutte libre
| Épreuves | Or                                           | Argent                                    | Bronze                                             |
| -------- | -------------------------------------------- | ----------------------------------------- | -------------------------------------------------- |
| 57 kg    | Diamantino Iuna Fafé (GBS)                   | Roland Tambi Nforsong (CMR)               | Abdelrahman Elsayed Abdelrahman Mahmoud (EGY)      |
| 57 kg    | Diamantino Iuna Fafé (GBS)                   | Roland Tambi Nforsong (CMR)               | Khalil Barkouti (TUN)                              |
| 61 kg    | Abdelhak Kherbache (ALG)                     | Didier Awene Diatta (SEN)                 | Hassan Mohamed Elshahat Mohamed Elsayed (EGY)      |
| 65 kg    | Shehabeldin Emam Abdelraouf Mohamed (EGY)    | Zohier Iftene (ALG)                       | Stephen Simon Izolo (NGA)                          |
| 65 kg    | Shehabeldin Emam Abdelraouf Mohamed (EGY)    | Zohier Iftene (ALG)                       | Manaceu Nkunga Ngonda (ANG)                        |
| 70 kg    | Abderrahmane Benaissa (ALG)                  | Ahmed Sadek Abdelfattah Mohamed (EGY)     | Brendin Louw (RSA)                                 |
| 74 kg    | Bacar Ndum (GBS)                             | Saad Bouguerra (ALG)                      | Mohamed Tarek Abdou Khalil Abdelhady (EGY)         |
| 74 kg    | Bacar Ndum (GBS)                             | Saad Bouguerra (ALG)                      | João Paulo Barbosa Vicente Junior (CPV)            |
| 79 kg    | Chems Eddine Fetairia (ALG)                  | Nasser Sayed Fares Sayed (EGY)            | Mohamed Aziz Ben Jaafar (TUN)                      |
| 86 kg    | Mohamed Ahmed Farghaly Abdelaal (EGY)        | Oussama Abdellaoui (ALG)                  | Harrison Onovwiomogbohwo (NGA)                     |
| 86 kg    | Mohamed Ahmed Farghaly Abdelaal (EGY)        | Oussama Abdellaoui (ALG)                  | Matteo Alcidio Louis Monteiro Furtado Tresse (CPV) |
| 92 kg    | Mohamed Mostafa Aly Elshamy Salaheldin (EGY) | Issa Rhimi (TUN)                          | Yacine Lakrout (ALG)                               |
| 97 kg    | Pape Ndiaye (SEN)                            | Abdelrahman Ibrahim Labib Abouheiba (EGY) | Franck Lionel Anaba (CMR)                          |
| 125 kg   | Youssif Ibrahim Hemida (EGY)                 | Ashton Adeyemi Amin Mutuwa (NGA)          | Modou Faye (SEN)                                   |
| 125 kg   | Youssif Ibrahim Hemida (EGY)                 | Ashton Adeyemi Amin Mutuwa (NGA)          | Justin Van Zyl (RSA)                               |

#### Lutte gréco-romaine
| Épreuves | Or                                       | Argent                         | Bronze                                          |
| -------- | ---------------------------------------- | ------------------------------ | ----------------------------------------------- |
| 55 kg    | Shaaban Safy Abdelrazek Abdellatif (EGY) | Sefiane Guezzania (ALG)        | Bofenda David Kaluweko (ANG)                    |
| 60 kg    | Haithem Mahmoud (en) (EGY)               | Mohamed Yacine Dridi (ALG)     | Latuf Madi (COM)                                |
| 63 kg    | Adham Ayman Gharib Abdou El Sayed (EGY)  | Abdennour Laouni (ALG)         | Romio Ricardo Goliath (NAM)                     |
| 67 kg    | Moustafa Hussein Fathy Alameldin (EGY)   | Fayssal Benfredj (ALG)         | Sahid Tejan Kargbo (SLE)                        |
| 72 kg    | Radhwen Tarhouni (TUN)                   | Abdelmalek Merabet (ALG)       | Emad Mohamed Ibrahim Mohamed Elemam Ghaly (EGY) |
| 77 kg    | Mohamed Zahab Khalil (en) (EGY)          | Chawki Doulache (ALG)          | Francisco De Deus Kadima (ANG)                  |
| 82 kg    | Mahmoud Walid Abdelfattah Ibrahim (EGY)  | Amar Moumene (ALG)             | Belhasan Azaouzi (TUN)                          |
| 87 kg    | Noureldin Hassan (en) (EGY)              | Roberto Mbaio Nsangua (ANG)    | Hakim Trabelsi (TUN)                            |
| 97 kg    | Emad Ashraf Mohamed Abouelatta (EGY)     | Mohamed Skander Missaoui (TUN) | Wissam Kouainso (MAR)                           |
| 130 kg   | Abdellatif Mohamed (EGY)                 | Hichem Kouchit (ALG)           | Ahmed Serehali (MAR)                            |

### Femmes
| Épreuves | Or                                   | Argent                                     | Bronze                                     |
| -------- | ------------------------------------ | ------------------------------------------ | ------------------------------------------ |
| 50 kg    | Miesinnei Mercy Genesis (NGA)        | Rosine Ntsa Assouga (CMR)                  | Ibtissem Doudou (ALG)                      |
| 50 kg    | Miesinnei Mercy Genesis (NGA)        | Rosine Ntsa Assouga (CMR)                  | Nourhene Hedhli (TUN)                      |
| 53 kg    | Christianah Tolulope Ogunsanya (NGA) | Chahrazed Ayachi (TUN)                     | Nogona Céline-Josée Bakayoko (CIV)         |
| 53 kg    | Christianah Tolulope Ogunsanya (NGA) | Chahrazed Ayachi (TUN)                     | Hadir Wael Imbabi Ahmed (EGY)              |
| 55 kg    | Aya Eid Gomaa Soliman (EGY)          | Adijat Avorshai Idris (NGA)                | Fatima Zahra Bouchibi (ALG)                |
| 55 kg    | Aya Eid Gomaa Soliman (EGY)          | Adijat Avorshai Idris (NGA)                | Kara Ronelle Le Roux (RSA)                 |
| 57 kg    | Odunayo Folasade Adekuoroye (NGA)    | Chaimaa Fouzia Aouissi (ALG)               | Shaimaa Khalifa Hussein Abdelzaher (EGY)   |
| 57 kg    | Odunayo Folasade Adekuoroye (NGA)    | Chaimaa Fouzia Aouissi (ALG)               | Faten Hammami (TUN)                        |
| 59 kg    | Chahd Jeljeli (TUN)                  | Hana Ali Hamada Mohamed Hussein (EGY)      | Mercy Bolafunoluwa Adekuoroye (NGA)        |
| 59 kg    | Chahd Jeljeli (TUN)                  | Hana Ali Hamada Mohamed Hussein (EGY)      | Kavelishimwe Ester Abraham (NAM)           |
| 62 kg    | Esther Omolayo Kolawole (NGA)        | Farah Ali Hamada Mohamed Hussein (EGY)     | Mastoura Soudani (ALG)                     |
| 62 kg    | Esther Omolayo Kolawole (NGA)        | Farah Ali Hamada Mohamed Hussein (EGY)     | Minette Kruger (RSA)                       |
| 65 kg    | Ebipatei Mughenbofa (NGA)            | Mouda Badawi Hamed Ahmed Hamdoun (EGY)     | Ikome Violette Namondo (CMR)               |
| 68 kg    | Blessing Oborududu (NGA)             | Menatalla Ahmed Osman Mostafa Badran (EGY) | Nour Jeljeli (TUN)                         |
| 72 kg    | Ebi Biogos (NGA)                     | Aimelda Ndiffo (CMR)                       | Heba Sapry Mohamed Abdelnaby Ibrahim (EGY) |
| 76 kg    | Zaineb Sghaier (TUN)                 | Hannah Amuchechi Rueben (NGA)              | Amy Youin (CIV)                            |

## Tableau des médailles
- Pays organisateur ( Égypte)

| Rang  | Nation         | Or | Argent | Bronze | Total |
| ----- | -------------- | -- | ------ | ------ | ----- |
| 1     | Égypte         | 14 | 7      | 7      | 28    |
| 2     | Nigeria        | 7  | 3      | 3      | 13    |
| 3     | Algérie        | 3  | 12     | 4      | 19    |
| 4     | Tunisie        | 3  | 3      | 7      | 13    |
| 5     | Guinée-Bissau  | 2  | 0      | 0      | 2     |
| 6     | Sénégal        | 1  | 1      | 1      | 3     |
| 7     | Cameroun       | 0  | 3      | 2      | 5     |
| 8     | Angola         | 0  | 1      | 3      | 4     |
| 9     | Afrique du Sud | 0  | 0      | 4      | 4     |
| 10    | Cap-Vert       | 0  | 0      | 2      | 2     |
| 10    | Côte d'Ivoire  | 0  | 0      | 2      | 2     |
| 10    | Maroc          | 0  | 0      | 2      | 2     |
| 10    | Namibie        | 0  | 0      | 2      | 2     |
| 14    | Comores        | 0  | 0      | 1      | 1     |
| 14    | Sierra Leone   | 0  | 0      | 1      | 1     |
| Total | Total          | 30 | 30     | 41     | 101   |